# Přímý prodej
Přímý prodej je obchodní metoda, kterou se zboží, výrobek, služba dostává od výrobce, producenta, poskytovatele služeb přímo ke spotřebiteli, mimo obvyklý distribuční řetězec výhradních a regionálních zastoupení, velkoobchodů, bez podpory reklamních agentur. V přímém prodeji jsou používány dva termíny: víceúrovňový prodej, nebo také MLM (anglicky multi-level marketing), nebo síťový marketing (anglicky network marketing). Přímý prodej nemá žádnou souvislost s franšízingem, jak bývá někdy interpretováno.

## Přímý prodej vs. Multi-level marketing vs. Síťový marketing

### Základní definice
„Síťový marketing" a „multi-level marketing" byly francouzským profesorem na ESSEC Business School Dominiquem Xardelem označeny jako synonyma, přičemž dle něj se vždy jedná o způsob přímého prodeje. Některé zdroje zdůrazňují, že multi-level marketing je pouze jednou formou přímého prodeje, nikoli přímým prodejem. Jiné pojmy, které jsou někdy používány k popisu multi-level marketingu patř také: „ústní marketing", „interaktivní distribuce", „referenční marketing" nebo „vztahový marketing„ Kritici argumentují, že použití těchto, nebo jiných termínů, je snaha odlišit přímý prodej od nelegálních pyramidových schémat, řetězových dopisů, nebo jiných podvodů na spotřebitele.

### Multi-level marketing, víceúrovňový marketing
Za multi-level marketing, víceúrovňový marketing lze považovat tu část odvětví přímého prodeje, kde dochází k výpočtu odměn z více úrovní organizace, kterou si distributor vytvořil, tedy multi-level.
Asociace přímého prodeje (DSA) uvedla, že v roce 1990 pouze 25 % členů DSA použilo obchodní model multi-level marketingu. Do roku 1999 tento počet vzrostl na 77,3 %. Do roku 2009 94,2 % členů DSA využívalo model multi-level marketingu, což představuje 99,6 % všech distributorů a 97,1 % tržeb. Společnosti jako Avon, Electrolux, Tupperware a Kirby[nepřesný odkaz] byly původně společnosti se single-levelovým marketingovým modelem, což byl tradiční a nekontroverzní model přímého prodeje, zcela odlišný od multi-level marketingu. Vývoj těchto společností a vývoj trhu způsobil, že později změnili původní způsoby prodeje na multi-levelové kompenzační plány a tím se staly multi-level společnostmi. DSA má přibližně 200 členů, současně se odhaduje, že jen ve Spojených státech je více než 1000 firem využívajících strukturu multi-level marketing.

### Network marketing, síťový marketing
Synonymum pro přímý prodej je také network marketing, nebo síťový marketing. Ve skutečnosti se sice vytváří síť, ale ta má jen vertikální strukturu, ke komunikaci dochází pouze směrem nahoru, nebo dolů. Nedochází zde ke komunikaci, navazování vztahů (mezilidských, obchodních), ani obchodování ve smyslu „každý s každým" dle pravidel networkingu. Pro distributory je výhodné a nutné komunikovat směrem nahoru, pro informace a rady, které pak distributor předává směrem dolů ke svým podřízeným distributorům. Nikoliv do šířky, tedy k distributorům (crosslinům), se kterými distributor nemá žádný obchodní vztah.

### Používané výrazy, pojmy
V přímém prodeji je několik základních pojmů (řazeno abecedně):
- autoship: Automatická měsíční objednávka.
- bod, bodová hodnota, c.v.: Přepočet ceny na jednotku, která je na všech trzích stejná a nezávislá na změně kurzu, DPH, či jiných poplatcích.
- bonus: Odměna nad rámec základní provize.
- crossline: Osoba, se kterou je možno mít společné sponzory, ale obvykle mimo sestupnou linii.
- distributor, dealer, člen týmu, partner: Jde o osobu, která podepsala smlouvu se společností přímého prodeje. Podepsáním smlouvy a provedením registrace získává možnost nakupovat výrobky a služby za velkoobchodní ceny. V případě, že chce výrobky a služby dále přeprodávat, tvořit organizaci downline, musí splňovat patřiční podmínky Živnostenského zákona, provést registraci u FÚ v místě trvalého bydliště, vč. dodržování podmínek EET.[11]
- downline: Osoba, která je v organizaci pod sponzorem.
- momentum: Dosažení jistého vývoje organizace, kdy dochází k exponenciálnímu nárůstu nejen nových distributorů, ale především prodeje.
- pin: Slangové označení dosažené úrovně, obvykle je součásti odznak.
- single-level, uni-level marketing: Označení přímého prodeje, které je odvozeno od jednoúrovňového kompenzačního plánu.
- sponzor: Osoba, která přivedla nového distributora ke společnosti a je zodpovědná za jeho vedení a školení.
- upline: Členové nadřazené sponzorská linie.
- víceúrovňový prodej, multi-level marketing, mlm: Označení přímého prodeje, které je odvozeno od víceúrovňového kompenzačního plánu.

### Obchodované produkty a služby
Přímý prodej je založen na osobním prodeji zboží a služeb. Nejvhodnějším produktem jsou výrobky, které mají jisté vlastnosti např. koncentrace, vysoká kvalita, přidaná hodnota apod., protože prodej takového zboží obvykle vyžaduje osobní přístup a vysvětlení výhod zákazníkovi. V roce se 1995 (23. března) se výrobci čisticích prostředků Setuza, Unilever, Procter & Gamble, Henkel a Benckinser v dohodě o snižování dopadu pracích prostředků na životní prostředí zavázali, že budou produkovat koncentrované výrobky bez plnidel. V roce 1998 konstatovalo sdružení Ekolist: "Stále se také nedaří dostatečně prosadit na trhu kompaktní prášky (koncentrované bezfosfátové prací prášky bez plnidel). Výrobci se brání, že je lidé nechtějí kupovat. Přitom je pravděpodobné, že spotřebitelé nepreferují kompaktní prací prášky právě proto, že nejsou dostatečně informovaní." Společnosti přímého prodeje, které mají v nabídce koncentrované prací prostředky je úspěšně prodávají od první poloviny 90. let, díky tomu, že jejich distributoři umí zákazníkovi vysvětlil výhody.
Nejvíce nabízené je obecně zboží běžné denní spotřeby, u kterého dochází k opakovaným nákupům. Výjimkou není ani zboží dlouhodobé spotřeby. Kromě zboží vlastní výroby realizují některé společnosti prodej zboží třetích stran, kterým již vytvořená struktura distributorů složí jako další prodejní kanálů. V ČR se takto prodávají např. telefonní služby O2, služby CCS, energie prostřednictvím Amway.
| Kategorie                     | Kategorie                            | Podíl v roce 2014 | Podíl v roce 2017 |
| ----------------------------- | ------------------------------------ | ----------------- | ----------------- |
| Clothing & Accessories        | Oblečení a doplňky                   | 7 %               | 7 %               |
| Cosmetics & Personal Care     | Kosmetika a péče o tělo              | 34 %              | 32 %              |
| Home Care                     | Péče o domácnost                     | 2 %               | 3 %               |
| Household Goods & Durables    | Domácí potřeby a vybavení domácnosti | 13 %              | 11 %              |
| Wellness                      | Wellness                             | 29 %              | 34 %              |
| Books, Toys, Stationery, Etc. | Knihy, hračky, kancelářské potřeby   | 3 %               | 2 %               |
| Foodstuff & Beverages         | Potraviny a nápoje                   | 1 %               | 2 %               |
| Home improvement              | Domácí nářadí                        | 2 %               | 2 %               |
| Utilities                     | Příslušenství                        | 3 %               | 3 %               |
| Financial Services            | Finanční produkty                    | 3 %               | 4 %               |
| Other                         | Jiné                                 | 3 %               | 2 %               |

## Historie
Přímý prodej vznikl počátkem druhé poloviny 19. století v návaznosti na průmyslovou výrobu a růst populace. Právě růst populace, demografický vývoj, zásadně ovlivňuje další rozvoj tohoto odvětví.

### 19. století (svět)
První milníky a základní kameny odvětví přímého prodeje byly položeny v 19. století:
- 1854: Southwestern Advantage[17] byla nejstarší společnost přímého prodeje v Americe. Pomáhala mladým lidem rozvíjet dovednosti a charakter, které potřebovali k dosažení svých cílů v životě. Nezávislí prodejci provozovali obchod, který prodával vzdělávací produkty rodinám, aby si mohli zajistit peníze na životní náklady během letní přestávky.
- 1868: Pan J.R. Watkins založil společnost J.R. Watkins Medical Company,[18] která dodávala přírodní léčivé prostředky přímo svým zákazníkům.
- 1879: V Německu vznikla finanční společnost HMI (Hamburg-Mannheimer)[19]
- 1886: Asa Griggs Candler (1851–1929) vybudoval síť obchodních zástupců prodávajících Coca-Colu restauracím hned poté, co odkoupil recepturu na sirup, od farmaceuta Johna Stitha Pembertona, za částku 2300 USD.
- 1886: David McConnell (1858–1937) koupil společnost California Perfume Company[20] v New Yorku. Tato společnost měla v roce 1906 již více než 10 tisíc obchodní zástupců, kteří prodávali 117 různých kosmetických přípravků. V roce 1937 došlo ke změně názvu na Avon Products.[21]

### 20. století, meziválečné období (svět)
Demografové označují toto období jako období G.I. Generation a Silent Generation.
- 1901: Ve Švédsku byla založena společnost Lux.
- 1906: Alfred C. Fuller (1885–1973)[22] byl podomní prodejce, který výrazně ovlivnil podobu prodeje. V roce 1906 založil firmu Fuller Brush Company.[23] Na základě plánu on commission only najímá 260[24] prodejců rozesetých po celých Spojených státech. To že tento systém, založený pouze na provizi bez fixní složky, dlouhodobě fungoval, se ukázalo během 14 let, kdy firma překročila obrat 1 milion dolarů. V roce 1960 měla obrat 190 miliónu USD.[24]
- 1920: Vznikla společnost Rainbow Cleaning System.[25]
- 1923: Harry Crook (1889–1970) založil v Anglii, ve městě Hanham (Bristol) společnost Kleeneze Homecare.[26]
- 1926: V Japonsku vznikla Koyo-Sha.[27]
- 1929: V Tokiu je založena společnost Pola Inc.[28]
- 1930: Ve Švýcarsku byla založena společnost JUST.[29]
- 1931: Frank Stanley Beveridge,[30] bývalý viceprezident prodeje u Fuller Brush Company a Catherine L. O´brien[31] založili firmu Stanley Home Products.[32] V období velké hospodářské krize představoval možnost pro jednotlivce, aby si s minimálním počátečním kapitálem založil vlastní podnik. Jejich sortiment byly výrobky denní spotřeby – čisticí prostředky, štětce a další. Tuto vizi převzali od Fuller Brush Company. Někteří dealeři, s cílem zvětšení prodeje, začali dělat prezentace pro velké skupiny lidí. Později začali dělat prezentace v domech lidí, tzv. domácí párty. Ze Stanley Home Products vzešli lídři a vznikly firmy jako: Mary Kay Ash (1918–2001) zakladatelka Mary Kay Cosmetics, Brownie Wise (1913–1992) spoluzakladatelka Tupperware, Jan Day a Frank Day z Jafra Cosmetics,[33] dnes je součásti Vorwerk, a Mary Crowley z Home Interiors and Gifts.[34] V Japonsku byla založena společnost Naris Cosmetics.[35]
- 1934: Dr. Carl Rehnborg založil společnost California Vitamin Corporation,[36][37] která produkovala a prodávala vitamínové doplňky. V roce 1939 byla firma přejmenována na Nutrilite Products Company, Inc.[37] Prodej vitaminových doplňků firma uskutečňovala přímo koncovým odběratelům.

### 20. století, meziválečné období (Československá republika)
- 1921: Do Československa vstoupila firma Lux se svými vysavači. Metody přímého prodeje popsal v nadsázce Ota Pavel, syn zástupce této firmy Leo Poppera (Smrt krásných srnců, povídka Ve službách Švédska).

### 20. století, 1945–1964 (svět)
Demografové označují toto období jako období Generace Baby boomers.
- 1945: Dr. Carl Rehnborg z Nutrilite Products Company[37] podepsal smlouvu o distribuci s firmou Mytinger & Casselberry Inc.,[pozn. 1][38][39] která se stala jejich výhradním distributorem v USA. Počátkem 40. let si Dr. Rehnborg uvědomil, že všichni partneři firmy chtějí mít přístup k výrobkům za velkoobchodní ceny, a to hlavně pro sebe, rodinu a známé. Došel ke zjištění, že bylo snazší vytvořit skupinu více lidí, kteří prodávají malé množství výrobků, než najít několik výkonných prodejců, kteří budou prodávat velké množství. Následně došlo k nárůstu a to díky vzniku víceúrovňové sítě prodejců. Základem bylo, že obrat každého prodejce nebyl velký, ale v celkovém součtu firma dosahovala značný obrat. Zástupci začali přivádět do firmy členy rodiny a spokojené zákazníky, kteří se stávali prodejci. Firma odměňovala zástupce za jejich vlastní obrat, ale také za obrat, který vytvořila jejich skupina. V této době byly položeny základy přímého prodeje s víceúrovňovým kompenzačním plánem. Earl Tupper (1907–1983) vytvořil sadu plastových, a dobře těsnících obalů a krabiček, které začal sám dodávat přímo do maloobchodů. Uvědomil si, že jejich prodej vyžadoval jiný přístup. Společně s Brownie Wise založil firmu Tupperware,[40] která je dnes celosvětovým koncernem s miliardovými obraty. V Koreji byla založena AmorePacific.[41]
- 1947: V Koreji byla založena společnost LG Household & Health Care.[42]

- 1949: Ke společnosti Nutrilite Products Company[37] se připojili dva kamarádi Rich DeVos (1926–2018) a Jay Van Andel (1924–2004). Na distribuční přihlášce uvedli název firmy Ja-Ri Corporation.[43] Během několika let vytvořili prosperující síť v celých Spojených státech. V roce 1950 došlo ke konfliktu mezi firmou Nutrilite Products Company[37] a Mytinger & Casselberry,[39] kdy společnost Mytinger & Casselberry Inc. byla vyšetřována Úřadem pro kontrolu potravin a léčiv (FDA) za falešnou reklamu. Tento spor byl v USA znám jako FDA vs. Mytinger-Cassleberry a byl v 60. letech rozhodnut Nejvyšším soudem Spojených států amerických ve prospěch FDA.[44]
- návaznosti na tento spor, se oba partneři se rozhodli k zahájení vlastního podnikání, dle svých zásad a pravidel. V New Yorku byla založena CUTCO/Vector Marketing Corp.[45][46]
- 1956: Dr. Forrest C. Shaklee,[47] bývalý distributor Nutrilite Products Company,[37] který v roce 1956 vyvinul metodu extrahování vitamínů a minerálů z ovoce a zeleniny, zahájil vlastní podnikání pod názvem Shaklee Corporation.[48]
- 1958: Jerry Brassfield (*1940) založil společnost GNLD International (Golden Neo-Life Diamite International).[49]
- 1959: Pánové Rich DeVos (1926–2018) a Jay Van Andel (1924–2004) vyvinuli vlastní produkt Liquid Organic Cleaner (L.O.C.)[50] a zdokonalili kompenzační plán, který používala společnost Nutrilite Products Company.[37] Založili firmu American Way Association, později přejmenovanou na Amway Sales Corporation, dnes známou jako Amway.[51] Ve Wisconsinu vznikla Hy Cite Enterprises, LLC,[52] v Japonsku Nippon Menard Cosmetic Co., Ltd.[53]

- 1960: V tehdejším Západním Německu byla založena společnost WIV Wein International AG.[54]
- 1963: Mary Kay Ash, bývalá obchodní zástupkyně u Stanley Home Products,[32] založila společnost Mary Kay.[55] Tuto společnost dnes řídí její syn Richard R. Rogers. Vzniká společnost Princess House, Inc.[56]
- 1964: V Japonsku byla založena společnost Noevir Holdings Co., Ltd.,[57] v Německu Henosa-Plantanas.[58]

### 20. století, 1965–1985 (svět)
Demografové označují toto období jako období Generace X.
- 1965: V Číně byla založena společnost SUN HOPE[59]
- 1966: V Thajsku byla založena společnost Giffarine Skyline Unity Co.,[60] v Japonsku Miki Corp.[61]
- 1967: Ve Švédsku byla založena společnost Oriflame Cosmetics SA.[62] V Peru vznikla společnost Corporación Yanbal International.[63]
- 1968: V Peru vznikla společnost Belcorp Corporation.[64]
- 1969: Kleeneze Homecare[26] se stala první společností v Evropě, která zavedla víceúrovňový kompenzační plán. Vedení firmy se rozhodlo změnit odměňovací systém po vzoru společnosti Amway. V Brazílii byla založena Natura Cosmeticos SA.[65]
- 1970: V USA byla založena společnost Juice Plus.[66]
- 1972: V Utahu byla založena společnost Nature’s Sunshine Products, Inc.[67] Společnost Amway získala částečnou kontrolu nad Nutrilite Products Company,[37] plnou kontrolu získala až v roce 1994.
- 1973: V USA vznikla společnost PartyLite,[68] kterou v roce 1990 převzala Blyth, Inc.,[69][70] v Japonsku byla založena Nefful.[71]
- 1975: V USA byla založena Arbonne International, LLC.,[72] v Japonsku vznikla Charle Corporation.[73] a Nikken Global Inc.,[74] ke které se později připojil John Kalench,
- 1976: V USA byla založena LegalShield.[75]
- 1977: V Brazílii vznikl kosmetický koncern O Boticário.[76]
- 1979: V Malajsii byla založena společnost Cosway Corp. Ltd.[77]
- 1978: Rex Maughan (*1936) v Texasu založil společnost Forever Living Products (FLP).[78]
- 1980: Mark R. Hughes založil společnost Herbalife Ltd.,[79] která byla později jednou z prvních společností, jejichž akcie jsou obchodovány na burze NYSE. Vznikla společnost The Pampered Chef Ltd.,[80] kterou dnes vlastní Berkshire Hathaway miliardáře Warrena Buffeta. Byla založena společnost Medifast[81] a Arbonne International.[82]
- 1981: Ve Španělsku byla založena společnost Cristian Lay.[83]
- 1982: V Indii byla založena společnost Eureka Forbes Limited.[84]
- 1984: V USA vznikla společnost Oxyfresh Worldwide, Inc.,[85] kterou založil Richard Bliss Brooke, v Utahu, ve městě Provo byla v Blakem Roneym (*1958) garáži založena Nu Skin Enterprises, Inc,[86] ke které se připojil Mark Yarnell (1950–2015).[87] Na Novém Zélandu vznikla New Image Group.[88]
- 1985: V Německu dva pánové Achim Hickmann a Helmut Spikker založili kosmetickou společnost LR Cosmetic & Marketing GmbH,[89] která je nyní známá jako LR Health & Beauty Systems.[89] Koncem 80. let se k této společnosti připojil pan Aleš Buksa,[90] který pak převzal vlastnictví firem LR Cosmetic & Marketing v České republice, na Slovensku a Ukrajině. Tyto společnosti prodal v roce 2014 zpět koncernu LR Health & Beauty Systems GmbH.[89][90]

### 20. století, 1986–1999 (svět)
Demografové označují toto období jako období Generace Y.
- 1986: V Číně vznikla Jiangsu Longliqi Biotechnology Co., Ltd. (Longrich),[91][92] v Japonsku Diana Co. Ltd..[93]
- 1987: V USA vznikly Creative Memories,[94] Neways Inc.[95] a NSA International Inc.[96]
- 1988: V Japonsku vznikla společnost Pure, Inc.,[97] v Číně společnost Apollo – Taiyang Shen,[98] v USA Relìv International Inc.,[99] v Bangkoku pak Better Way Co., Ltd..[100]
- 1989: V Kanadě byla založena společnost Lifestyles International,[101] v USA Family Heritage Life[102] a Usborn Books & More,[103] v Jižní Koreji Coway.[104]
- 1990: V Singapuru byla založena Best World International Ltd.,[105] v Číně Tiens/Tianshi.[106]
- 1991: V Japonsku byla založena The Maira Co. Ltd.,[107] v USA Quorum International,[108] v Číně Golden Days[109] a v Rakousku Zepter Handles GmbH.[110][111]
- 1992: V Japonsku vznikla společnost BearCere’Ju Co. Ltd.,[112] v USA Sportron, AdvoCare International,[113] USANA Health Sciences Inc.[114] a Market America Inc.,[115] v Číně společnost Infinitus.[116]
- 1993: V USA vznikla ACN, Inc., AdvoCare International,[117] Pure Romance,[118] v Japonsku Charle Corp. Ltd.,[119] Německu PM-International AG,.[120] v Číně Ideality,[121] Jimon Group.[122]
- 1994: V USA Mannatech, Inc.,[123] která má veřejně obchodovatelné akcie, v Japonsku byla založena KK ASSURAN,[124] v Číně Perfect[125] a Kasley Ju (Jinshi Ju),[126] v Izraeli vznikla Dr. Nona International,[127] v Polsku RAYPATH International.[128]
- 1995: Vznikla americká firma Tastefully Simple Inc.,[129] USANA Health Sciences[114] a čínská New Era Health Industry Group, Co., Ltd.,[130][131] v Malajsii pak DXN Marketing Sdn Bhd[132] a Gano Excel.[133]
- 1996: V Thajsku vzniká Giffarine Skyline Unity Co.,[134] v USA Young Living,[135] v Anglii Telecom Plus,[136] v Kanadě Immunotec Research Ltd.,[137] v Rusku Vision International People Group.[138]
- 1997: V USA Team National,[139] Youngevity,[140] v Japonsku For Days Co., Ltd.,[141] v Rusku Faberlic,[142] v Malajsii Cosway Corp. Ltd.[143]
- 1998: V USA byla založena 4Life Research L.C.,[144] v Japonsku ARSOA HONSHA Corp. a Naturally Plus,[145] v Anglii pak Telecom Plus.[146]
- 1999: V USA byly založeny společnosti jako Synergy Worldwide, Trivia,[147] Vivint, Inc.,[148] Marketing Personal.[149] Vedení společnosti Amway Corporation[51] bylo již několik let v rukou druhé generace zakladatelů: Douga DeVose (CEO) a Steva Van Andela (Chairman). Oznámili vznik nové společnosti, která měla odrážet nové obchodní trendy, zejména e-commerce. Tato společnost dostala název QUIXTAR Inc. a k 1. září 1999 je spuštěn internetový portál pro USA a Kanadu Quixtar.com. V jiných zemích byl znám jako A2K (Austrálie), Amivo (Anglie), VEBSO[pozn. 2] (země EU, Česká republika, Maďarsko, Polsko, Slovensko, Slovinsko). O několik let později (2008) vedení společnosti rozhodlo, že se společnost vrátí k jednotnému názvu Amway na všech trzích. Byla zahájena kampaň "Hello. My name is Amway.".[150][151] V Polsku byla založena společnost Lambre.[152]

V 90. letech 20. století se k přímému prodeji vyjádřil také americký prezident Bill Clinton.
| „                                                                            | William „Bill“ Jefferson Clinton: „Vy (v network marketingu) posilujete naši zemi a naše hospodářství tím, že jiným nabízíte příležitost. Sleduji mnoho let vzestup vašeho odvětví...Vaše odvětví nabízí lidem především šanci získat maximum ze života a pro mě představuje podstatu amerického snu ..." | “ |
| — Ludbrook, Edward: Nová příležitost, Tisk: Jiří Alman, Brno, 1999 (str. 67) | |   |

### 20. století, 1990–1999 (ČSFR, Česká republika)
V ČSFR, později České republice vznikají tuzemské společnosti přímého prodeje a začínají působit zahraniční společnosti.
- 1991: Vznikla společnost KLAS,[154] producent potravinových doplňků. Do ČSFR vstoupily společnosti: AVON Cosmetics,[21][155] Lux, Oriflame,[155] Zepter International[110] a Rainbow Cleaning System.[25]
- 1992: Vznikla FREE WAY.[156] Společnost MSI, spol. s r.o.[157] zahajuje projekt slevových karet GWC (Golden World Club).[157] Systém slevových karet pak v dalších létech napodobuje např. Picard Club, Discount club. Salamander a Sphere. Do ČSFR vstoupily společnosti: Herbalife,[155] JUST CS,[155] OVB, Vorwerk,[158][155] a NSA International Inc.[96]

- 1993: V Českém Těšíně byla založena společnost Finclub,[159] v Praze společnost Nutrabona[160] se zaměřením na potravinové doplňky.
- 1994: Společnost PSM nabízela výhodné skupinové nákupy domácích spotřebičů. Kosmetické společnosti MISSIVA[161] a HWC (Harmony World Club), známý také jako Lander, který se v roce 2009 stává součásti společnosti FINCLUB plus,[159] jako divize FCC (Finclub Cleaners and Cosmetics), HYPO stavební spořitelna začíná rozvíjet prodej stavebního spoření pomocí odbytové sítě. Do ČR vstoupily společnosti: AHAVA,[162] Amway,[155] a LR Health & Beauty Systems.[89]
- 1995: Vznikla finanční poradenská společnost ZFP[163] a Zaren - Ecoclean,[155] DEDRA INNOVATIONS společnost se zaměřením na výrobky domácí péče, osobní hygieny[164] a ENERGY CZECH REPUBLIC.[165]
- 1997: Do ČR vstoupila společnost: Mary Kay.[155]
- 1999: Bývalými distributory společnosti Lifestyles International,[101] paní Zdenkou Forst[166] a jejím synem Michaelem,[167] a panem Reném Lelkem, byla založena Akuna.[168] Ta od svého vzniku působila hned na dvou trzích: v Kanadě a v ČR.

### 21. století (svět)
Demografové označují toto období jako období Generace Z.
- 2000: Vedení Amway Corporation[51] založilo společnost Alticor, Inc., jako mateřskou společnost holdingu se společnostmi: Access Business Group, Alticor Corporate Enterprises (vlastní: Amway Hotel Corporation, Gurwitch Products, Interleukin Genetics, Metagenics, Fulton Innovation, Pyxis Innovations), Amway Corporation a Amway Global. V Číně JoyMain.[169]
- 2001: V USA vznikly Fortune Hi-Tech Marketing, Inc.,[170] 5LINX Enterprises Inc.,[171] World Financial Group, It Works![172] a Unicity Networks International,[173] v Číně Rolmex Technology Co. Ltd.,[174] NHT Global.[175]
- 2002: V USA byla založena Isagenix International,[176] Take Shape For Life,[177] dnes OPTAVIA,[177] součást Medifast Inc. a XANGO, LLC,[178] ke které se přidali někteří lídři společnosti Amway. V Číně Alphay International, Inc.[179]
- 2003: V USA Enagic USA, Inc.,[180] LifeVantage Corp.,[181] Thirty-One Gifts LLC.,[182] ForeverGreen International,[183] v Číně Resgreen International.[184]
- 2004: V USA Ignite Inc., Scentsy,[185] Stella & Dot, Stream[186] a Vemma Nutrition Co.,[187] ke které se později přidalo několik lídrů ze společnosti Herbalife, vznikla Talk Fusion Corporate.[188] V Číně Quanjian Natural.,[189] YOFOTO,[190] Merro International Biology,[191] v Indii Vestige Marketing.[192] V Polsku vznikla společnost FM Group.[193] a Colway International.[194]
- 2005: V USA Glen Jensen, bývalý ředitel u Nu Skin, založil AGEL Enterprises LLC,[195] ke které se přidal Randy Schroeder, Eric Worre a Randy Gage, dále pak ViSalus, dnes součást Blyth, Inc.,[70] WorldVentures Holdings LLC.[196]V témže roce odešel Dallin Larsen ze společnosti Monarch Health Sciences[197] a založil společnost MonaVie LLC,[198] ke které se později připojil lídr Amway Brig Hart a lídr Agel ENTERPRISES[195] Randy Schroeder. Dále byla založena společnost Yandi[199] a Fuel Freedom International.[200] V Číně vznikla AnRan Nanometer Industry Development Co. Ltd..[201]
- 2006: V USA vznikl obchodník s energiemi společnost Ambit Energy, L.P.,[202] Sisel International.[203]
- 2007: V USA byla založena Rodan + Fields,[204] Zurvita Holdings Inc.,[205] bHIP Global, Inc., ke které se připojují někteří lídři společnost Neways International. V Číně bla založena Pro-Health (China) Co., Ltd .[206]
- 2008: V Kanadě byla založena Organo Gold International,[207] bývalým lídrem společnosti GanoExcel, Plexus Worldwide[208] a v Číně Norland.[209]
- 2009: V USA byly založeny další společnosti Jeunesse,[210] Viridian Energy,[211] North American Power,[212] Xyngular Corporation,[213] v Jižní Koreji Atomy Co., Ltd.,[214] v Peru FuXion Biotech SAC,[215] ke které se po roce 2015 přidala značná část distributorů AGEL Enterprises LLC.[195]
- 2011: V USA eVolution Networks,[216] Rain International,[217] Chloe and Isabel,[218] SEACRET,[219] World Global Network,[220] Javita, ARIIX,[221] v Číně Yandi.[222]
- 2012: V USA Le-Vel.[223]
- 2013: V USA byla založena JRJR Networks,[pozn. 3][224] která měla zastřešovat pomyslným „deštníkem" několik společností (Longaberger Company,[225] Your Inspiration at Home,[226] Tomboy Tools,[227] Agel Enterprises,[195][228] Paperly,[229] My Secret Kitchen,[230] Uppercase Living,[231] Kleeneze[232] a Betterware.[233] V Polsku DuoLife.[234]
- 2014: V USA Monat Global,[235] Kannaway jako první společnost s produkty na bázi konopí.
- 2016: V Kanadě EnerSource Intl.,[236] v USA Jerky Direct,[237] Royaltie Gems,[238] VASAYO,[239] Helo[240] jako součást Wor(l)d Global Network,[220] ZynTravel. Vida Divina.[241]
- 2017: V USA ICoinPro,[242] Lifebrook,[242][243] MyClub8,[242] Nevetica[242] a Bode-Pro.[244]

### 21. století (Česká republika)
- 2000: Do ČR vstupuje německá společnost Eropean Golden Yacca Marketing.[245]
- 2001: Pan Václav Rathouský zahájil projekt zeleného ječmene pod názvem Green Ways.[246] Ing. Jiří Krčál a Aneta Oulehlová založili společnost O.K.G.[247] se zaměřením na kosmetiku a doplňky stravy..
- 2003: Bývalá miss České republiky 1995, Monika Žídková, založila s manželem společnost Miss Cosmetic,[248] Robert Změlík založil společnost Starlife,[249] s využitím svých zkušeností ze spolupráce s firmou Neways International.[250] Byla založena společnost Eurona (Eurona by Cerny).[251] MUDr. Luboš Říha, bývalý vysoce postavený manažer mlm struktury v MSI, založil Diamonds International Corporation.[252]
- 2007: Vznikla společnost Partners Financial Services.
- 2008: V Ostravě byla založena společnosti Queen Euniké s.r.o.
- 2009: Vznikla ZAREN – Noemus.[155]
- 2010: Do ČR vstoupily společnosti: Nu Skin,[155] PartyLite.[155]
- 2011: Vzniká společnost ESSENS.[253]
- 2012: Do ČR vstoupila společnosti RAMISSIO LTD.[254]
- 2013: Bývalý distributor společnosti Forever Living Products (FLP) založil firmu BEWIT FRANCHISE.
- 2018: Vznikla SUNKINS.[255]

## Události a ocenění společností

### Rok 2019
- V rámci Best in Biz Awards 2019 byly oceněny 3 společnosti přímého prodeje: Medical Marijuana, Inc. (dceřiná společnost Kannaway, LLC, Medifast, Inc. (NYSE: MED) a USANA Health Sciences, Inc. (NYSE: USNA).[256]
- Sdružení SELDIA oznámila, že se ve dnech 12. a 13. května 2020 uskuteční 8. ročník European Direct Selling Conference.[257]
- V rámci 16. ročníku Stevie Awards for Women in Business byly oceněny tyto společnosti: ARIIX Holdings, LLC, Jeunesse LLC, Nu Skin Enterprises, Inc. Avon Products Inc.[258]
- 20. prosince kanadská pobočka DSA spustila web, kde si zájemci mohou formou kvízu otestovat své znalosti z oblasti pravidel etického chování v přímém prodeji. Kvíz má 20 otázek a trvá od 5 do 10 minut.[259]

### Rok 2020
- 6. leden: Dne 3. ledna byl na zasedání čínské státní rady přijat návrh nařízení o kosmetickém dohledu a správě. Ve srovnání se současnou regulací poskytuje nově schválený předpis komplexnější a podrobnější regulační rámec, který zahrnuje celý výrobní proces, vstup na trh a správu po prodeji kosmetických prostředků, a to jak domácí, tak dovážené. Obecně je považován za nejrozsáhlejší regulační reformu v čínském kosmetickém průmyslu za posledních 40 let a očekává se, že zefektivní dohled a podpoří technologické inovace.[260]
- 30. leden: Profesní sdružení Direct Selling Association oznámilo, že zahájilo vzdělávací program pro vedoucí pracovníky společností přímého prodeje. Vzdělávání probíhá na Crummer Graduate School of Business na Rollins College, která sídlí ve Winter Parku na Floridě. Program byl zahájen 28. ledna 2020 a trvá do 1. dubna 2020. Absolventi získají osvědčení.[261]
- 31. leden: Bylo ohlášeno, že 23 firem získalo povolení pro podnikání ve Vietnamu. V roce 2018 proběhla kontrola 28 mlm firem, 5 firem nesplnilo podmínky.[262]
- 24. únor: Přímý prodej (MLM) má na Tchaj-wanu hluboké kořeny. Průzkum provedený v roce 2018 komisí FTC zjistil, že v předchozím roce nakupilo prostřednictvím MLM více než 3 miliony Tchajwanců. To je asi 13 % celkové populace. Průzkum 346 společností přímého prodeje ukázal, že v předchozím roce byly celkové tržby 83 miliard TWD (2,75 miliardy USD), tím se Tchaj-wan umístil na 10. místo před většími ekonomikami, vč. Spojeného království. Dietní doplňky představovaly 60,7 % tržeb, následovaly produkty péče o krásu (15,7 %) a čisticí prostředky (5,4 %).[263]
- 2. březen: Direct Selling Australia (DSA) ohlásila příjem nominací pro 4. ročník DSA Industry Awards 2020. Byly vyhlášeno 5. kategorií: 1. Marketingová a prodejní iniciativa (anglicky The Story), 2. Inovace produktu (anglicky The Product), 3. Distributor roku (anglicky The Why), 4. Udržitelnost (anglicky The Custodian) a 5. Dobročinnost a srdce pro podnikání (anglicky The Giver).[264]
- 10. březen: V kanadském deníku The Globe and Mail vyšel rozhovor s paní Kim Moreau, z Bruce Mines (Ontário), která je již více než 20 let nezávislým konzultant společnosti Pampered Chef Canada. Jak řekla: „Přímý prodej může být receptem na úspěch pro ty, kteří chtějí pracovat a vyvíjet se."[265]

## Odměňovací systémy (Kompenzační plány)
Systém, který byl použit firmou Nutrilite Products Company, ve spolupráci s Mytinger & Casselberry, byl na hony vzdálený od současné podoby mlm, ale byl to nejstarší známý příklad fungování tohoto průmyslového odvětví, se zdokumentovaným kompenzačním plánem a detaily spolupráce s distributory. Systém byl založen na tom, že: Distributoři kupovali výrobky Nutrilite Products Company s 35% rabatem. Distributor firmy kupoval balení vitamínu za 13 USD, a následně jej prodával za 20 USD, což mu dávalo zisk z marže ve výši 7 USD. Motivací pro distributory k dalšímu obchodnímu růstu obratu byla provize ve výši 25 % z vlastního obratu, např. při 20 prodaných balení vitamínů byl dosažen obrat 260 USD a z toho byl vyplacena 25% provize 65 USD. Když distributor získal 25 maloobchodních zákazníků, byla mu provize zvýšena na 27 %, čímž se kvalifikoval jako tzv. přímý distributor a mohl začít hledal další distributory a tvořit síť. V okamžiku, kdy jeho skupina měla 150 klientů, firma mu začala vyplácet mimořádnou provizi ve výši 2 % z obratu celé skupiny.
Dobře navržený kompenzační plán je základem pro správný rozvoj a udržitelnost odbytové organizace. Důraz je kladem na prodej, ne na masivní sponzorování.

### Single-Level
Jednostupňový marketing (nebo prodej) je jedním z typů kompenzačního plánu pro společnosti přímého prodeje. V tomto obchodním modelu jsou distributoři společnosti placeni pouze za vlastní osobní prodejní činnost maloobchodním zákazníkům, případně smluvní nábor maloobchodním zákazníků. Množství těchto zákazníku není omezeno. Zákazníci vstupem do systému získají možnost objednávat zboží přímo od společnosti za velkoobchodní ceny. Většinou nakupují pro sebe. Pokud mají živnostenské oprávnění, mohou zboží dále prodávat. V tomto plánu je kladen důraz na přímé objednávky, ze kterých je vyplacena provize, popřípadě může být provize vyplácena za nábor. Distributoři nepřijímají další distributory, kteří by jim přinášeli další příjem. Příjem je pouze formou provize nebo bonusu.
Tento plán používají společnosti jako např. Avon, Tupperware, Kirby (vakuové vysavače) a Pampered Chef. 

### Uni-Level
Uni-Level je základem pro Multi-Levelové plány. Distributor své nové distributory, který sponzoruje, registruje přímo pod sebe a dostává provizi (3-8 %) z celkového objemu podřízených down-line (obvykle 5, max. 8 generace). Základem je tedy tvořit širokou základnu, ze které je pak vyplácen celkový bonus.

### Multi-Level

#### Kompenzační plán s odtržením samostatných skupin

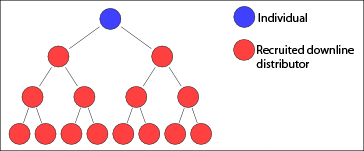
Struktura MLM organizace

Jedná se o nejčastěji používaný systém u společností, které vznikly před rokem 1980. Jedná se tedy o nejstarší a také nejjednodušší kompenzační plán. Princip spočívá v tom, že: Distributor nakupuje výrobky za velkoobchodní cenu, tyto výrobky dále prodává. Současně ve spolupráci se sponzorem a upliny může registrovat u společnosti další distributory, kteří tvoří jeho downline. Tito downline nákupem výrobků za účelem své spotřeby a dalšího prodeje, vytváří celkový skupinový obrat. Na konci měsíce se tento obrat sečte (v Kč, nebo v bodových jednotkách) a dle příslušných pravidel se rozpočítají odměny. Odměna je na každé dosažené obratové úrovni jiná a každá úroveň je označena zvláštním titulem, nebo názvem. Richard Poe ve své knize Třetí vlna: nová epocha network marketingu uvádí jako příklady: „zlatý distributor“ a „tříhvězdičkový distributor“. Tyto úrovně opravňují k nákupu s větší slevou.
Příjem distributora je složen z několika složek:
1. Marže, tedy rozdíl mezi velkoobchodní a maloobchodní cenou.
2. Procentuální odměna za vlastní velkoobchodní obrat.
3. Procentuální odměna za skupinový velkoobchodní obrat.
4. Bonusy dle výkonnosti.

V dalším měsíci sice distributor začíná tzv. "od nuly", ale může se spoléhat na odběr zboží svými zákazníky, objednávky zboží distributory z již vytvořené skupiny a na objednávky od nově získaných distributorů. Při dosažení určitého objemu nákupu za velkoobchodní cenu může být od svého sponzora odpojen, stává se samostatným a obrat jeho skupiny se již nenačítá jeho sponzorovi. Sponzor za takto vytvořenou samostatnou skupinu (organizaci) dostává patřičnou procentuální odměnu, obvykle od 1 do 6 %. Tato vyplácená odměna může být i dědičným příjmem pro další generace. V případě, že objem této samostatné skupiny poklesne pod stanovenou velkoobchodních hodnotu, skupina se vrací zpět pod sponzora a objem se započítává do obratu skupiny sponzora.

#### Načítací kompenzační plán
Načítací kompenzační plán je modifikací kompenzačního plánu s odtržením samostatných skupin. Princip je založen na tom, že dosažený objem prodeje, resp. bodová hodnota, se započítává i do následujících období. Distributor, který v jednom měsíci dosáhl určité bodové úrovně, na této úrovni zůstává po celou dobu spolupráce a může pouze pokračovat vzhůru.

#### Maticový, Binární
Binární plán znamená, že každý distributor může mít maximálně dvě skupiny. Ty mohou mít také nejvýše dvě nohy atd., takže například ve třetí linii může být maximálně osm distributorů. V binárním plánu je distributor normálně vyplácen za produkci své slabší nohy. Může mu být umožněno, například podmíněně, aby si neproplacenou produkci ze silnější nohy přenášel do budoucna k proplacení po zvednutí výkonu slabší. Některé plány umožňují vytvoření další matice. Zde je velmi důležité podotknout, že pokud není plán omezen hloubkou, musí být omezen jinak, například proměnlivou výší provize.

#### Hybridní
Jedná se o binární plány, do kterých jsou zakomponovaný prvky z kompenzačních plánů s odtržením samostatných skupin, nebo načítacích.

### Společnosti podnikající v ČR, dle kompenzačního plánu
(řazeno abecedně)
| Společnost                         | Země        | Rok vzniku  | Typ kompenzačního plánu                    | Poznámka                                               |
| ---------------------------------- | ----------- | ----------- | ------------------------------------------ | ------------------------------------------------------ |
| AHAVA                              | Izrael      | 1988        | Multi-Level                                |                                                        |
| AGEL Enterprises                   | USA         | 2005        | Binární                                    | Quadra Plan                                            |
| Akuna                              | ČR          | 1999        | Multi-Level (Načítací)                     |                                                        |
| Amway                              | USA         | 1959        | Multi-Level (Odtržení samostatných skupin) | základní dělení odměny z obratu: 3-6-9-12-15-18-21 (%) |
| ARIIX                              | USA         | 2011        | Hybridní                                   |                                                        |
| Avon Products Inc                  | USA         | 1886        | Multi-Level (Odtržení samostatných skupin) |                                                        |
| BEWIT FRANCHISE                    | ČR          | 2013        | Multi-Level (Načítací)                     |                                                        |
| Colway International               | Polsko      | 2004        | Multi-Level                                |                                                        |
| Cristian Lay                       | Španělsko   | 1981        | Multi-Level                                |                                                        |
| DEDRA INNOVATIONS (Vaše Dedra)     | ČR          | 1995        | Multi-Level                                |                                                        |
| Diamonds International Corporation | ČR          | 2003        | Multi-Level (Načítací)                     |                                                        |
| Dr Nona International              | Izrael      | 1994        | Multi-Level (Načítací)                     |                                                        |
| DuoLife                            | Polsko      | 2013        | Hybridní                                   |                                                        |
| DXN Marketing Sdn Bhd              | Malajsie    | 1995        | Multi-Level                                |                                                        |
| ENERGY CZECH REPUBLIC              | ČR          | 1995        | Binární                                    |                                                        |
| ESSENS                             | ČR          | 2011        | Multi-Level (Odtržení samostatných skupin) |                                                        |
| Eurona (Eurona by Cerny)           | ČR          | 2003        | Multi-Level                                |                                                        |
| Fuel Freedom International         | USA         | 2005        | Multi-Level                                |                                                        |
| FINCLUB plus                       | ČR          | 1993        | Multi-Level (Odtržení samostatných skupin) |                                                        |
| FM GROUP                           | Polsko      | 2004        | Multi-Level (Odtržení samostatných skupin) |                                                        |
| ForeverGreen International         | USA         | 2003        | Binární                                    |                                                        |
| Forever Living Products (FLP)      | USA         | 1978        | Multi-Level (Odtržení samostatných skupin) |                                                        |
| FREE WAY                           | ČR          | 1992        | Multi-Level                                |                                                        |
| Gano Excel International           | Malajsie    | 1995        | Binární                                    |                                                        |
| GNLD International                 | USA         | 1958        | Multi-Level (Odtržení samostatných skupin) |                                                        |
| Green Ways.                        | ČR          | 2001        | Multi-Level (Odtržení samostatných skupin) |                                                        |
| Henosa-Plantanas                   | Německo     | 1964        | Multi-Level                                |                                                        |
| Herbalife                          | USA         | 1980        | Multi-Level (Odtržení samostatných skupin) |                                                        |
| HMI (Hamburg-Mannheimer)           | Německo     | 1879        | Multi-Level                                |                                                        |
| JAFRA Cosmetics                    | USA         | 1956        | Single-Level                               |                                                        |
| Jeunesse (MonaVie)                 | USA         | 2009 / 2005 | Binární                                    |                                                        |
| JUST CS                            | Švýcarsko   | 1930        | Multi-Level                                |                                                        |
| Kannaway                           | USA         | 2014        | Hybridní                                   |                                                        |
| KLAS                               | ČR          | 1991        | Multi-Level                                |                                                        |
| Lambre                             | Polsko      | 1999        | Multi-Level                                |                                                        |
| Lifestyles International           | Kanada      | 1989        | Multi-Level (Načítací)                     |                                                        |
| Lux                                | Švédsko     | 1901        | Single-Level                               |                                                        |
| LR Health & Beauty Systems         | Německo     | 1985        | Multi-Level (Odtržení samostatných skupin) | základní dělení odměny z obratu: 3-6-9-11-14-18-21 (%) |
| Lyoness                            | Rakousko    | 2004        | Multi-Level (Načítací)                     |                                                        |
| Mary Kay                           | USA         | 1963        | Multi-Level                                |                                                        |
| Miss Cosmetic                      | ČR          | 2003        | Multi-Level (Odtržení samostatných skupin) |                                                        |
| MISSIVA                            | ČR          | 1994        | Multi-Level                                |                                                        |
| NSA International Inc.             | USA         | 1987        | Multi-Level                                |                                                        |
| Nu Skin Enterprises                | USA         | 1984        | Multi-Level (Odtržení samostatných skupin) |                                                        |
| Nutrabona                          | ČR          | 1993        | Multi-Level                                |                                                        |
| O.K.G.                             | ČR          | 2001        | Multi-Level                                |                                                        |
| OrganoGold                         | USA         | 2008        | Binární                                    |                                                        |
| Oriflame Cosmetics                 | Švédsko     | 1967        | Multi-Level (Odtržení samostatných skupin) | základní dělení odměny z obratu: 3-6-9-12-15-18-21 (%) |
| OVB                                | Německo     | 1970        | Multi-Level                                |                                                        |
| Partners Financial Services        | ČR          | 2007        | Multi-Level                                |                                                        |
| PartyLite                          | USA         | 1973        | Multi-Level (Načítací)                     |                                                        |
| PhytoChi                           | Malajsie    | 1995        | Multi-Level (Načítací)                     |                                                        |
| PM International                   | Německo     | 1993        | Multi-Level (Odtržení samostatných skupin) |                                                        |
| QUEEN EUNIKÉ                       | ČR          | 2008        | Multi-Level                                |                                                        |
| RAMISSIO                           | ČR / Anglie | 2012        | Binární                                    |                                                        |
| RAYPATH International              | Polsko      | 1994        | Multi-Level                                |                                                        |
| Sisel International                | USA         | 2006        | Multi-Level                                |                                                        |
| Starlife                           | ČR          | 2003        | Multi-Level (Načítací)                     |                                                        |
| SUNKINS                            | ČR          | 2018        | Multi-Level                                |                                                        |
| Synergy Worldwide                  | USA         | 1999        | Binární                                    | Mega Match                                             |
| Talk Fusion Corporate              | USA         | 2004        | Multi-Level                                |                                                        |
| Tiens Biotech                      | Čína        | 1995        | Binární                                    |                                                        |
| Tupperware                         | USA         | 1945        | Multi-Level, Single-Level                  |                                                        |
| Vemma Nutrition Co.                | USA         | 2004        | Binární                                    |                                                        |
| Vorwerk                            | Německo     | 1983        | Single-Level                               |                                                        |
| World Global Network               | Singapur    | 2010        | Binární                                    |                                                        |
| WorldVentures                      | USA         | 2005        | Binární                                    |                                                        |
| Xango                              | USA         | 2002        | Binární                                    |                                                        |
| ZAREN - Ecoclean                   | ČR          | 1995        | Multi-Level                                |                                                        |
| ZAREN – Noemus                     | ČR          | 2009        | Multi-Level                                |                                                        |
| Zepter International               | Švýcarsko   | 1991        | Multi-Level                                |                                                        |
| ZFP Akademie                       | ČR          | 1995        | Multi-Level                                |                                                        |

## Regulační orgány, soudní spory, pyramidová schémata

### Zásahy regulačních orgánů

#### Amway vs. FTC, 1979
V roce 1974 se senátor Walter Mondale se rozhodl prozkoumat podnikání společností přímého prodeje. Vyšetřovatelé a úředníci nepochopili zásady systému, když tvrdili, že pokud se zboží nemůže prodávat v maloobchodních prodejnách, pak se jedná o omezení obchodní příležitosti a rozhodli, že společnosti v tomto odvětví vytvářejí pyramidové schémata. V roce 1975 bylo vyšetřováno několik společností, mezi nimi také Amway. Tento proces byl znám jako Amway vs. FTC. Vedení a právní zástupci společnosti Amway strávili téměř čtyři roky v soudních sítích a zaplatili milióny dolarů za soudní výlohy, aby očistili své dobré jméno a rovněž i jméno celého přímého prodeje. V roce 1979 FTC uznala, že Amway není pyramidou a současně uznala přímý prodej jako legitimní a efektivní systém distribuce.
Informace o vyšetřování Amway komisí FTC je součásti encyklopedického článku Amway.

#### Amway vs. DTI (BERR), 2007
V roce 2006 byla společnost Amway UK & ROI Limited vyšetřována britským ministerstvem obchodu a průmyslu (dříve DTI, nyní BERR). V polovině roku 2007 Amway zastavila registrace nových Amway IBO (Amway Independent Business Owner) a zakázala používání všech marketingových materiálů (tzv. BSM, Business Support Material) třetích stran, které nebyly odsouhlaseny vedením Amway a to do odvolání. Dne 8. listopadu 2007 bylo ministerstvem oznámeno, že vyšetřování bylo postoupeno soudu 19. listopadu 2007. Návrh ministerstva na ukončení činnosti Amway na území Spojené království Velké Británie a Irska, byla zamítnuta 14. května 2008. Na základě této události Amway UK & ROI Limited změnila pravidla kompenzačního plánu. V návaznosti na tento incident došlo ke změně obchodních podmínek ve všech společnostech Amway, vč. České republiky, Slovenska a Polska.

#### Herbalife vs. FTC, 2013
Informace o vyšetřování Herbalife International Inc. komisí FTC je součásti encyklopedického článku Herbalife.

### Pyramidová schémata
Pyramidové schéma je někdy také označováno jako: letadlo, sněhová koule, Ponziho schéma. Obchodní struktura v přímém prodeji může být k provozování pyramidové hry zneužita mnoha způsoby, např.:
1. Vyplácené odměny nejsou vázány na prodej zboží koncovému spotřebiteli, ale plynou ze vstupních poplatků nových členů.
2. Zatěžování zásobami (inventory loading), tedy vytvoření situace, kdy distributoři investují peníze do nákupu zboží, aniž by toto zboží bylo dále prodáno, nebo spotřebováváno. Primární motivací ke koupi zboží tak není úmysl jej prodat, nebo používat, ale fakt, že jeho koupě je podmínkou pro získání odměny.[279]
3. Prodejem zboží, služeb, nebo školících materiálů, které nebyly schváleny vedením společnosti přímého prodeje. V České republice se to stalo např. u Amway, kdy downline kupovali KKS (Kazety, Knížky, Semináře). Peníze za tyto materiály pak nebyly rozděleny dle obratu ve skupině, ale skončily v rukou několika jedinců. Viz výše Amway vs. DTI (BERR), 2007.

### Zákaz podomního prodeje v ČR
Někteří distributoři spolupracující s firmami sdruženými v Asociaci osobního prodeje zaznamenali podle její předsedkyně Ildiko Dikošové v roce 2013 nižší tržby. To především v souvislosti se zákazem podomního prodeje, který přijaly stovky obcí. Asociace osobního prodeje se distancovala od praktik takzvaných „Šmejdů" a zároveň protestovala proti zákazu podomního prodeje, protože zákaz ničí byznys i firmám, které stížnostem nečelí. Prezident Svazu obchodu a cestovního ruchu ČR Zdeněk Juračka rovněž nepovažoval plošný zákaz podomního prodeje za řešení situace a poukazoval na to, že poškození poctiví obchodníci zaměstnávají jen v Česku více než 200 tisíc lidí. Ústavnost zákazu potvrdil Ústavní soud a zdůvodnil jej především v zabránění obtěžování občanů.

### Regulace podomního prodeje v USA
V USA je podomní prodej regulován jednotlivými městy. Velké množství měst jej nechává nadále volný, některá města jej celoplošně zakázala a významná část měst vyžaduje povolení k prodeji. Získání povolení k prodeji je často proces, v jehož průběhu je ověřena jak firma, tak samotný prodejce a v případě oficiálního vydání povolení je prodejce pozitivněji přijímán občany města.

### Regulace v Číně
Víceúrovňový marketing byl poprvé zaveden do Číny americkými, tchajwanskými a japonskými společnostmi po čínské ekonomické reformě v roce 1978. Nárůst popularity víceúrovňového marketingu se shodoval s ekonomickou nejistotou a novým posunem k individuálnímu konzumu. V roce 1998 byl víceúrovňový marketing zakázán na kontinentální Číně. Další regulace tzv. „Prohibition of Chuanxiao" ze dne 1. listopadu 2005, kde bylo ve 3 kapitole 2 nařízení státu uvedeno, že mít tzv. downliny je nelegální. Pokud byl povolen přímý prodej, pak byl povolen pouze za nejpřísnějších požadavků, aby se zajistilo, že se nejedná o pyramidová schémata, nebo tzv. činnosti „fly-by-night". Steven O'Regan napsal: „Tímto nařízením Čína jasně říká, že zatímco přímý prodej je v kontinentální Číně povolen, víceúrovňový marketing ne."
Společnosti přímého prodeje, které používají multi-levelové kompenzační plány se snaží najít způsoby, jak obejít, nebo změnit čínské zákazy, nebo vyvíjejí jiné metody, jak dostat své výrobky do Číny, např. prostřednictvím maloobchodních operací. Čínská pravidla pro přímý prodej omezují přímý prodej kosmetiky, zdravé výživy, čisticích prostředků, vybavení pro kulturistiku a kuchyňských potřeb. V nařízení vlády bylo vyžadováno, aby čínské nebo zahraniční společnosti (tzv. „"FIEs"), které mají v úmyslu zapojit se do přímého prodeje v Číně, aby požádaly o udělení licence na přímý prodej od Ministerstva obchodu "MOFCO"). V roce 2016 získalo licenci 73 společností, včetně tuzemských a zahraničních. V Hongkongu, je přímý prodej legálním obchodem,, vč. maloobchodního prodeje a náboru distributorů.

#### 2019: Hundred Days of Action
Počátkem roku 2019 zahájila Čínská vláda přezkum společností přímého prodeje. Tento přezkum byl znám jako „Hundred Days of Action". V únoru byli pozváni zástupci 91 firem na jednání s regulačními orgány Číny. V témže měsíci byly pozastaveny registrace pro účastníky přímého prodeje.
V květnu 2019 vydal magazín Direct Selling News článek s názvem Update on China’s “Hundred Days of Action”, kde zhodnotili celou operaci čínských orgánů. Končí čínská 100 denní akce byla zaměřená na potírání nezákonných praktik na trhu se zdravotními výrobky, včetně praktik přímých prodejců. Bylo zrušeno celkem 49 produktů přímého prodeje. V srpnu byla zveřejněna informace, že tato operace má dopad na společnosti: Herbalife, Nu Skin, USANA. Přehledy příjmů za 2. čtvrtletí ukazují pokles příjmů všech tří společností.

## Sdružení
Společnosti přímého prodeje jsou organizovány do profesního sdružení.

### Organizace (svět)
Přímý prodej je celosvětově organizován takto:
- World Federation of Direct Selling Associacion (WFDSA): Celosvětová organizace založena v roce 1978,[295] která sdružuje přibližně 300 firem. Tato organizace má pak jednotlivé podřízené organizace dle světadílů.
  - Afrika (1 člen), Pacifická část Asie (12 členů), Evropa (30 členů), Latinská Amerika (17 členů), Střední východ (1 člen), Severní Amerika (2 členové)[296]
    - Direct Selling Association (DSA) je sdružení několika pro anglosaské země, se zastoupením: USA, Anglie, Austrálie, Malajsie, Singapur, Nový Zéland
    - SELDIA[pozn. 6] je sdružení, které bylo založeno v roce 1968 a zastupuje spotřebitele, podnikatele a jednotlivá národní sdružení přímého prodeje v Evropě. Zkratka Seldia znamená „sell directly“. Seldia dále sdružuje další organizace z jednotlivých členských států Evropské unie.

| Rok  | Podíl MLM | Podíl MLM | Podíl MLM            |
| Rok  | % firem   | % obratu  | % počtu distributorů |
| ---- | --------- | --------- | -------------------- |
| 2000 | 77,5      | 73,9      | 83,1                 |
| 2001 | 79,5      | 74,3      | 83,3                 |
| 2002 | 80,6      | 76,1      | 82,5                 |
| 2003 | 81,9      | 75,7      | 82,4                 |
| 2004 | 84,3      | 76,1      | 82,7                 |
| 2005 | 92,6      | 96,6      | 97,2                 |
| 2006 | 95,1      | 96,7      | 97,9                 |
| 2007 | 95,0      | 97,3      | 98,2                 |
| 2008 | 93,8      | 96,3      | 99,4                 |
| 2009 | 94,2      | 97,1      | 99,6                 |
| 2010 | 93,1      | 96,9      | 99,2                 |
| 2011 | 95,7      | 95,4      | 98,7                 |

| Rok  | Obrat (v miliardách USD) | Počet distributorů (v milionech) |
| ---- | ------------------------ | -------------------------------- |
| 2009 | 117,5                    | 74,0                             |
| 2010 | 132,2                    | 87,7                             |
| 2011 | 158,3                    | 84,6                             |
| 2012 | 166,9                    | 89,7                             |
| 2013 | 178,5                    | 96,3                             |
| 2014 | 182,8                    | 99,7                             |

| Umístění | Společnost            | Země        | Rok vzniku | Obrat (mld. USD v 2018) | Obrat (mld. USD v 2017) | Trhy      | Plán                      | Počet distributorů |
| -------- | --------------------- | ----------- | ---------- | ----------------------- | ----------------------- | --------- | ------------------------- | ------------------ |
| 1.       | Amway                 | USA         | 1959       | 8,800                   | 8,600                   | 100       | Multi-Level               | 3 000 000          |
| 2.       | Avon Products Inc     | USA         | 1886       | 5,570                   | 5,700                   | 70        | Multi-Level               | 5 350 000          |
| 3.       | Herbalife             | USA         | 1980       | 4,900                   | 4,400                   | 94        | Multi-Level               | 687 000            |
| 4.       | Infinitus             | Čína        | 1992       | 4,500                   | 3,920                   | 2         | neuvedeno                 | neuvedeno          |
| 5.       | Vorwerk               | Německo     | 1983       | 4,300                   | 4,190                   | 70        | Single-Level              | 610,920            |
| 6.       | Natura                | Brazílie    | 1969       | 3,670                   | 3,090                   | 8         | Single-Level              | 1 700 000          |
| 7.       | Nu Skin               | USA         | 1984       | 2,680                   | 2,280                   | 5         | Multi-Level               | 73 400             |
| 8.       | Coway                 | Jižní Korea | 1989       | 2,500                   | 2,050                   | 3         | neuvedeno                 | neuvedeno          |
| 9.       | Tupperware            | USA         | 1945       | 2,000                   | 2,260                   | 100       | Multi-Level, Single-Level | 2 600 000          |
| 10.      | Young Living          | USA         | 1996       | 1,900                   | 1,520                   | 14        | Multi-Level               | 1 500 000          |
| 11.      | Oriflame Cosmetics    | Švédsko     | 1967       | 1,550                   | 1,537                   | 60        | Multi-Level               | 3 000 000          |
| 12.      | Rodan + Fields        | USA         | 2008       | 1,500                   | 1,500                   | 2         | Multi-Level               | 130 000            |
| 13.      | Jeunesse              | USA         | 2009       | 1,460                   | 1,300                   | 140       | Multi-Level               | 643 985            |
| 14.      | Ambit Energy          | USA         | 2006       | 1,460                   | 1,150                   | 3         | Multi-Level               | 80 000             |
| 15.      | DXN Marketing Sdn Bhd | Malajsie    | 1995       | 1,250                   | 1,100                   | 184       | Multi-Level               | 7 070 000          |
| 16.      | Pola                  | Japonsko    | 1929       | 1,240                   | 1,220                   | 13        | Single-Level              | 150 000            |
| 17.      | O Boticário           | Brazílie    | 1977       | 1,230                   | neuvedeno               | neuvedeno | Single-Level              | neuvedeno          |
| 18.      | USANA Health Sciences | USA         | 1995       | 1,190                   | 1,050                   | 20        | Multi-Level               | 565 000            |
| 19.      | Belcorp               | Peru        | 1968       | 1,160                   | 1,140                   | 15        | Multi-Level               | 800 000            |
| 20.      | Atomy Co., Ltd.       | Jižní Korea | 2009       | 1,150                   | neuvedeno               | 13        | Multi-Level               |                    |
| 21.      | Telecom Plus          | Anglie      | 1996       | 1,009                   | 979                     | 1         | Multi-Level               | 5 508              |
|          | Mary Kay              | USA         | 1963       | neuvedeno               | 3,250                   | 40        | Multi-Level               | 3 500 000          |
|          | JoyMain               | Čína        | 2000       | neuvedeno               | 1,580                   | 1         | neuvedeno                 | neuvedeno          |
|          | SUN HOPE              | Čína        | 1965       | neuvedeno               | 1,536                   | 5         | Single-Level              | 400 000            |
|          | New Era               | Čína        | 1995       | neuvedeno               | 1,333                   | 14        | neuvedeno                 | neuvedeno          |
|          | Longrich              | Čína        | 1986       | neuvedeno               | 1,000                   | 60        | Multi-Level, Single-Level | 2 000 000          |

| Region                         | %    |
| ------------------------------ | ---- |
| Evropa                         | 20 % |
| Severní Amerika, Jižní Amerika | 33 % |
| Asie, Pacifik                  | 46 % |
| Afrika, Střední východ         | 1 %  |

| Trh (země)  | %    |
| ----------- | ---- |
| USA         | 18 % |
| Čína        | 18 % |
| Jižní Korea | 9 %  |
| Německo     | 9 %  |
| Japonsko    | 8 %  |
| Brazílie    | 6 %  |
| Mexiko      | 3 %  |
| Francie     | 3 %  |
| Malajsie    | 3 %  |
| Tchaj-wan   | 2 %  |
| Ostatní     | 20 % |

### Organizace (ČR)
V České republice je přímý prodej organizován pod hlavičkou Asociace osobního prodeje (AOP), která byla založena v roce 1993, tehdy ještě jako Českého sdružení přímého prodeje (ČNSPP). Sdružuje 9 společností přímého prodeje: Amway, Herbalife, Just CS, Mary Kay, Nu Skin, Oriflame, PartyLite, Vorwerk, ZAREN – Noemus a ZAREN – Ecoclean.

### MLMIA (profesní sdružení)
MLMIA je neziskové, celosvětové, profesionální obchodní sdružení, které bylo založeno v roce 1985 odborníky z oboru přímého prodeje, pro podporu nezávislých distributorů, kteří prodávají zboží, služby koncovému spotřebiteli.